# Grad Upladen
Grad Upladen (tudi Uplathe, Uflach ali Opladen – ne smemo ga zamenjevati z okrožjem Opladen v Leverkusnu, ki se je v srednjem veku imenovalo tudi Upladen) je bil dolgo izginula mota blizu Montferlanda v nizozemski provinci Gelderland. Njegova točna lokacija ni znana, vendar se najverjetneje domneva, da je v naselju Zeddam in prikazan je ustrezen ostanek. Tam je stal na umetnem griču, ki ustreza opisu Alberta iz Metza; Arheološke najdbe so potrdile to domnevo.

## Zgodovina
Upladen je zgradil grof Wichman Hamalandski, potem ko je svoj grad na sosednjem Elterbergu preuredil v samostan.
Upladen je najbolj znan po odporu, ki ga je kasneje Wichmannova hči Adela Hamalandska skupaj z grofom Balderikom iz Drenteja dajala proti vladavini Lotaringije nad Hamalandom. Potem ko je grof Wichman III. iz rodbine Billunger umorjen v neposredni bližini 6. oktobra 1016 po bivanju v Upladnu, je sum padel na Balderika, nakar se je ta zabarikadiral v Upladnu. Po obleganju in Balderikovem pobegu je grad zavzel in porušil utrechtski škof Adalbald II. (1010–1026).

## Spletne povezave
- Nalaganje/Opladen v srednjem veku (nizozemščina)